# No Woman, No Cry
No Woman, No Cry ist eine Reggae-Ballade von Bob Marley und Vincent Ford. Sie wurde berühmt durch den siebenminütigen Konzertmitschnitt auf dem 1975 veröffentlichten Live!-Album. Erstmals veröffentlicht wurde das Lied 1974 auf dem Album Natty Dread von Bob Marley & the Wailers.
Der ursprüngliche Titel ist in Jamaika-Kreolisch verfasst: „No, woman, nah cry“ (Englisch: “No, woman, don't cry”, deutsch: „Nein, Frau, weine nicht“).

## Komposition
Text und Musik werden, wie bei einigen anderen Kompositionen, Bob Marley und seinem Jugendfreund Vincent Ford („Tata“; 1940–2008) gemeinsam zugeschrieben. Beide sollen einer verbreiteten Darstellung zufolge eines Abends in Trenchtown, einem Viertel der jamaikanischen Hauptstadt Kingston, gesessen haben, im Hof von Tatas Suppenküche, die für hungrige Jugendliche Essen bereitstellte. Ein benachbartes Ehepaar soll einen Streit gehabt haben, bei dem das Weinen der Frau (Puncie Saunders) bis in den Hof zu hören war. Ihr zum Trost sollen Marley und Tata in der folgenden Nacht in der Suppenküche, in der Marley auch das Gitarrenspiel erlernt hatte, No Woman, No Cry komponiert haben. Die Suppenküche konnte später von den Tantiemen des Liedes betrieben werden.
Die Albumversion hat ein deutlich höheres Tempo als die bekannte Live-Version; zudem ist die Tonart der Live-Version Cis-Dur, jene der Albumversion und anderer Live-Mitschnitte meist C-Dur. Bis 2005 erschien allein die Originalversion von Marley auf 24 verschiedenen LPs und Samplern.

## Rezeption
Das Musikmagazin Rolling Stone setzte den Song im November 2004 in seiner Liste der 500 besten Songs aller Zeiten auf Platz 37. Wyclef Jean schrieb den Text für seine Hip-Hop-Band The Fugees um und stellt einen Bezug zu seinem Leben in Haiti her. Ihre Version war die bislang kommerziell erfolgreichste, sie erreichte 1996 Platz 2 der britischen Charts.

## Kommerzieller Erfolg

### Chartplatzierungen
| ChartsChartplatzierungen     | Höchstplatzierung | Wochen |
| ---------------------------- | ----------------- | ------ |
| Vereinigtes Königreich (OCC) | 8 (20 Wo.)        | 20     |

### Auszeichnungen für Musikverkäufe
| Land/Region                  | Auszeichnungen für Musikverkäufe (Land/Region, Auszeichnung, Verkäufe) | Verkäufe |
| ---------------------------- | ---------------------------------------------------------------------- | -------- |
| Brasilien (PMB)              | Gold                                                                   | 30.000   |
| Italien (FIMI)               | Gold                                                                   | 25.000   |
| Neuseeland (RMNZ)            | 2× Platin                                                              | 60.000   |
| Spanien (Promusicae)         | Gold                                                                   | 30.000   |
| Vereinigtes Königreich (BPI) | Platin                                                                 | 600.000  |
| Insgesamt                    | 3× Gold · 3× Platin ·                                                  | 745.000  |

Hauptartikel: Bob Marley/Auszeichnungen für Musikverkäufe

## Coverversionen
Es existieren Coverversionen von Julia Zahra, Sublime, Charlie Hunter, Rancid, Joan Baez, Bettina Wegner, Jimmy Cliff, Xavier Rudd, Jimmy Buffett, Boney M., ZSK, Hugh Masekela, Patrice, Wizo, NOFX, J.B.O., Saragossa Band, Sean Kingston und vielen mehr. Londonbeat konnten sich mit dem Lied 1991 in den Charts platzieren. 2013 verbreitete sich blitzartig das satirische Video des saudi-arabischen Künstlers Hisham Faghee, der mit dem Acapella-Song „No Woman, No Drive“ die Frauendiskriminierung in seinem Land mit beißender Ironie aufs Korn nimmt.